# Friula
Friula wallacei  es una especie de araña araneomorfa de la familia Araneidae. Es el único miembro del género monotípico Friula. Es originaria de Borneo.